# مایک آنگوس
مایک آنگوس (انگلیسی: Mike Angus؛ زادهٔ ۲۸ اکتبر ۱۹۶۰) بازیکن فوتبال اهل بریتانیا است.
از باشگاه‌هایی که در آن بازی کرده‌است می‌توان به باشگاه فوتبال میدلزبرو، باشگاه فوتبال ساوتند یونایتد، باشگاه فوتبال اسکانتورپ یونایتد، و باشگاه فوتبال دارلینگتون اشاره کرد.